# Piotr (Păduraru)
Piotr, imię świeckie Ion Păduraru (ur. 24 października 1946 w Cygance) – mołdawski biskup prawosławny, służący początkowo w jurysdykcji Rosyjskiego Kościoła Prawosławnego.

## Życiorys
W 1967 rozpoczął naukę w seminarium duchownym w Odessie; rok później został również posłusznikiem w monasterze Zaśnięcia Matki Bożej, na terenie którego działa szkoła. Jego postrzyżyn mniszych dokonał 29 marca 1969 metropolita odeski Sergiusz. 20 grudnia roku następnego w soborze Zaśnięcia Matki Bożej w Odessie został wyświęcony na hierodiakona przez biskupa tichwińskiego Melitona. 23 lutego 1973 biskup mukaczewski i użhorodzki Grzegorz wyświęcił go na hieromnicha i skierował do pracy duszpasterskiej w trzech rumuńskojęzycznych parafiach na Zakarpaciu. Od 1975 hieromnich Piotr żył w monasterze Wniebowstąpienia Pańskiego w Czumalewie.
W 1986 otrzymał godność igumena, zaś w 1989 – archimandryty. W tym samym roku został skierowany do służby duszpasterskiej w soborze Narodzenia Pańskiego w Kiszyniowie. W 1990 został przełożonym monasteru Căpriana, pierwszym po jego restytuowaniu.

### Biskup Patriarchatu Moskiewskiego
1 września 1990 został wyświęcony na biskupa bieleckiego, wikariusza eparchii kiszyniowskiej. Jego chirotonia biskupia odbyła się w soborze w Kiszyniowie.
Po upadku ZSRR i ogłoszeniu niepodległości przez Mołdawię biskup Piotr znalazł się w grupie duchownych, którzy opowiadali się za rumuńskim charakterem prawosławia w kraju i zerwaniem związków z Patriarchatem Moskiewskim. Według źródeł rumuńskich został z tego powodu zmuszony do opuszczenia rezydencji biskupiej w Bielcach.

### Metropolita Besarabii
We wrześniu 1992 biskup Piotr stanął na czele restytuowanej metropolii Besarabii, utworzonej przez Rumuński Kościół Prawosławny w Mołdawii po upadku ZSRR. Administratura ta miała kontynuować tradycje metropolii istniejącej w Rumunii w okresie międzywojennym. Rosyjski Kościół Prawosławny uznał jej utworzenie za nielegalne. Według Patriarchatu Moskiewskiego jedyną w pełni kanoniczną strukturą prawosławną w Mołdawii jest Mołdawski Kościół Prawosławny – autonomiczny, w jurysdykcji Cerkwi rosyjskiej. Od września 1992 do października 1995 biskup Piotr był jedynie locum tenens metropolii, 24 października 1995 Święty Synod Rumuńskiego Kościoła Prawosławnego nadał mu godności arcybiskupa Kiszyniowa i metropolity Besarabii oraz egzarchy odpowiedzialnego za rumuńską diasporę na terenie byłego ZSRR. W tym samym roku duchowny ukończył wyższe studia w zakresie teologii.
Rosyjski Kościół Prawosławny traktuje biskupa Piotra jak kapłana suspendowanego.